# Julien Clément (médecin)
Pour les articles homonymes, voir Julien Clément et Clément.
Julien Clément, né à Arles en 1649 et mort à Paris le 9 octobre 1728, est un chirurgien accoucheur à la Cour de France, et membre de l'Académie royale de chirurgie.
Il marque son temps en mettant à la mode l'idée qu'un homme puisse accoucher une femme, aidé en cela par la volonté du roi Louis XIV.

## Biographie

### Jeunesse
Né en 1649, Julien Clément fait ses études au collège d’Arles sous la direction des jésuites et attire l'attention de l'archevêque d’Arles François de Grignan. Son oncle, Pierre Pichery, chirurgien barbier lui donne le goût de la chirurgie. 
Grâce à l'aide de l'archevêque d’Arles, il se rend à Paris où il devient l'élève de Jacques Lefèvre, accoucheur très renommé dont il épouse la fille. 
Il n'a aucun enfant de ce premier mariage ; il aura deux fils et une fille d'un second mariage avec Antoinette Clément, elle-même fille d'Anthoine Seigneur de Saint Preuil : 
1. Alexandre Julien (29.08.1685-25.01.1747), filleul de Louis XIV et conseiller au Châtelet puis au Parlement, auteur de la lignée successorale Clément.
2. Jean Charles (08.02.1689-1723) qui sera abbé à la Cour du Roi[1] et abbé commendataire de l'abbaye royale de Saint Calay, marié avec Claude BROUET de LONGPRÉ.
3. Louise Antoinette qui fut carmélite à Paris.

### L'accoucheur célèbre
Julien Clément est membre de l'Académie royale de chirurgie de Paris. Il fait partie de ces premiers accoucheurs de grande renommée par leurs succès de clientèle, mais qui n'ont rien publié de leur savoir ou expérience. 
Il devient un accoucheur célèbre après avoir pratiqué avec une grande discrétion plusieurs accouchements clandestins notamment celui de Mme de La Ferté enceinte des œuvres du duc de Longueville et celui de Mlle Florence, étoile de la danse à l'Opéra, qui accouchera à la Bastille d'un enfant du duc de Chartres. Sacombe écrivit de lui « Clément fit fortune où main amant se ruine ». Il est l'accoucheur à la mode et les femmes de la Cour se le disputent, surtout à partir de 1663, lorsqu'il accouche Louise de la Vallière, maîtresse du roi.
Afin d'accoucher Françoise Athenaïs de Rochechouart-Mortemar plus connue sous le nom de Madame de Montespan, il sera conduit dans sa chambre les yeux bandés afin qu'il ne connaisse pas la personne concernée. C'est à cette occasion en mars 1669 à Paris rue de l’Échelle près du Louvre et des Tuileries qu'il fait la connaissance de Louis XIV. La légende veut que le Roi lui servit lui-même du vin après l'accouchement : « Clément ayant fait tout ce qui était de son métier, le Grand Alcandre lui servit lui-même à boire, après quoi il se remit sous le rideau du lit parce qu'il fallait allumer la bougie afin que Clément vit si tout allait bien avant de s'en aller ».
Il accouche par la suite les princesses de France et met au monde le premier enfant de la Dauphine, Marie-Adélaïde de Savoie. Il se rend par trois fois en Espagne pour accoucher la sœur de la Dauphine, Marie-Louise-Gabrielle de Savoie reine d'Espagne et épouse de Philippe V d'Espagne. 
Il pratiqua pendant près de 70 heures un accouchement qui vit la naissance du duc de Bourgogne le 6 août 1682, premier petit-fils tant désiré de Louis XIV, et il pratiqua également l'accouchement qui donna naissance au fils de ce dernier, à savoir le duc d'Anjou le 15 février 1710, troisième arrière petit-fils de Louis XIV, et qui lui succédera en tant que Louis XV. Cet accouchement fut d'ailleurs effectué par « une extraction d'un siège complet » (présentation de l'enfant par le siège avec les jambes repliées sous lui, voir présentation podalique).
Nommé d'abord premier valet de chambre de la Duchesse de Bourgogne le 22 janvier 1707, Louis XIV lui donne par la suite des lettres de noblesse en août 1711, en y mettant pour condition que l'anobli n'abandonnera la pratique de son art, « afin que les princesses de son sang, dont l'heureuse fécondité avait donné tant de princes et de princesses à sa royale famille, ne fussent pas privées d'un secours si efficace, pour en augmenter le nombre, et que les dames les plus qualifiées, ainsi que celles de tout autre état, en puissent aussi profiter dans l'occasion  ». 
L'acte d'anoblissement est étrangement amical mentionnant « notre cher et bien aimé Clément » et prévoyant aussi que « pour lui donner un témoignage plus authentique de son estime, nous lui permettons aussi d'ajouter aux dites armoiries une fleur de lys d'or sur un champ d'azur ». Le blason final sera « coupé de gueules et d'azur, a la fasce d'or brochant sur le tout, accompagné en chef d'un soleil d'or et en pointe d'une fleur de lys de même » et il prendra pour devise si regnare cupis, regnet clemencia tecum (si tu veux régner, que la clémence règne en toi).
Il n'oublia jamais de remercier aussi le Seigneur des grâces reçues ainsi que sa ville natale, comme en témoigne un marbre dans l'église Saint-Julien (Arles), à l'époque église des dames carmélites, où sera célébrée une messe tous les jours.
Julien Clément fut le maître de Nicolas Puzos à qui il transmit son savoir.
Un de ses descendants est Augustin-Jean-Charles Clément, évêque de Versailles jusqu'en 1802, qui en particulier a choisi la cathédrale Saint-Louis de Versailles comme lieu principal de l’évêché nouvellement créé.

### Décès
Julien Clément meurt à Paris le 9 octobre 1728. Il est inhumé en l'église Saint André des Arts.

### Descendance
Julien Clément est l'auteur d'une lignée connue sous le nom de la branche familiale Clément de Givry, encore subsistante de nos jours. La famille Clément de Givry est adhérente de l'ANF depuis 1947.

## Source biographique
- Paul Masson (sous la direction de), Encyclopédie départementale des Bouches-du-Rhône, Archives départementales des Bouches-du-Rhône, Marseille, 17 volumes parus de 1913 à 1937, tome IV (deuxième volume), p.  140-141.
- Alexandre Gueidon, Le Plutarque provençal : Vie des hommes et des femmes illustres de la Provence ancienne et moderne, t. 1, Marseille, 1855 (lire en ligne), p. 379-396 (Cet ouvrage contient plusieurs erreurs rectifiées dans le livre précédent).